# Harry Warren
Harry Warren (født 24. december 1893, død d. 22. september 1981) var en amerikansk komponist og sangskriver. Harry Warren var den første rigtige, amerikanske komponist, som skrev sange til film.
Han vandt Oscar for bedste sang tre gange, for sangene "Lullaby of Broadway", "You'll Never Know og "On the Atchison, Topeka and the Santa Fe".